# كاترين غورنغ إيكارت
كاترين غورنغ إيكارت (بالألمانية: Katrin Göring-Eckardt) (و. 1966  م) هي سياسية، وثيولوجية، من ألمانيا، ولدت في فريدريشرودا، وهي عضوة في حركة الصحوة الديمقراطية، وحزب الخضر الألماني، شاركت في الانتخابات الرئاسية الألمانية 2012، والانتخابات الرئاسية الألمانية 2010، والانتخابات الرئاسية الألمانية 1999 ‏، والانتخابات الرئاسية الألمانية 2004، والانتخابات الرئاسية الألمانية 2009، والانتخابات الرئاسية الألمانية 2017.

## التعليم
تعلمت في جامعة لايبتزغ، في تخصص Protestant theology ‏.

## جوائز
حصلت على جوائز منها:
- ميدالية فيلهام لاوشنر  [لغات أخرى]‏.

## روابط خارجية
- كاترين غورنغ إيكارت على موقع IMDb (الإنجليزية)
- كاترين غورنغ إيكارت على موقع مونزينجر (الألمانية)
- كاترين غورنغ إيكارت على موقع قاعدة بيانات الفيلم (الإنجليزية)